# Josef Schiller (Schriftsteller)

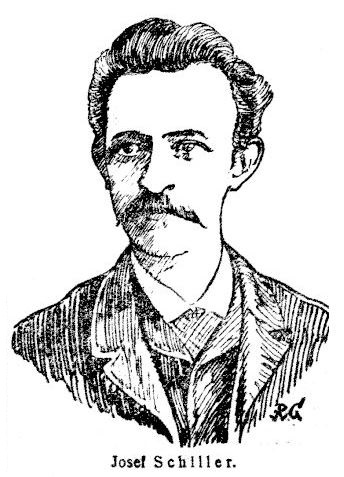
Josef Schiller (Schiller-Seff)

Josef Schiller, genannt Schiller-Seff (* 29. Juni 1846 in Reichenberg; † 17. August 1897 in Germania (Pennsylvania)) war ein nordböhmischer Sozialist, Schriftsteller, Lyriker und Politiker.

## Leben
Nach dem frühen Tod seines Vaters, eines armen Webers, musste Schiller bereits als Neunjähriger seinen Lebensunterhalt in der Reichenberger Textilfabrik Johann Liebieg & Co. als Fabrikarbeiter verdienen. Nach vorwiegend autodidaktischer Bildung lernte er erst im Alter von zwölf Jahren Lesen und Schreiben, begann aber bereits mit achtzehn zu dichten.
Durch die hautnah erlebte Not der böhmischen Industriearbeiter wurde er bald zum beliebtesten Redner von Arbeiterversammlungen in Reichenberg und Umgebung. 1868/69 wurde Schiller Anhänger der ersten sozialdemokratischen Organisationen in Böhmen und trug hier eigene Gedichte vor, von denen Sklavenjoch eines der bekanntesten wurde.
Schiller war Mitbegründer und Funktionär von Arbeitervereinen, unter anderem des von den Behörden nicht zugelassenen Allgemeinen Arbeitervereins in Reichenberg. 1870 beteiligte er sich an der Gründung des Fachverbands der Manufaktur-, Fabrik- und Handarbeiter. Von 1872 bis 1873 war er Vorsitzender dieses Vereins, der mit mehr als 3500 Mitgliedern die größte Arbeiterorganisation Nordböhmens war. Als Herausgeber und Redakteur verschiedener Zeitschriften Die Brennessel, Sozial-politische Rundschau, später Der Radikale, Freigeist usw. geriet Schiller immer wieder wegen seiner politischen Agitation in berufliche Schwierigkeiten, so wurde er 1873 in Aussig als Chemiearbeiter entlassen und musste sich fortan in verschiedenen Berufen, u. a. auch als Bergarbeiter, durchbringen.
Als Delegierter der Aussiger Arbeiter war Schiller 1874 einer der Vizevorsitzenden des Gründungsparteitags der österreichischen Sozialdemokratie in Neudörfl. Eine führende Rolle spielte er 1879–80 in der vorübergehend in Reichenberg tätigen Zentralleitung der Sozialdemokratischen Partei (u. a. als Mitverantwortlicher für die Sozial-politische Rundschau, ab 1879) und gehörte in dieser Zeit, vor allem in Nordböhmen, zu den populärsten Figuren der Arbeiterbewegung. Als letzter Redakteur des Arbeiterfreundes wurde Schiller 1882 verhaftet; seine mehrmonatige Kerkerhaft kam in den Bildern aus der Gefangenschaft (Reichenberg 1890) zum Ausdruck. Dem radikalen Flügel der nordböhmischen Arbeiterpartei schloss er sich 1882 bis 1883 an, in dieser Zeit war er Mitherausgeber und Verleger der sozialdemokratischen Zeitung Der Radikale. In den folgenden Jahren wurde Schiller mehrfach inhaftiert. In den 1880er Jahren wurde Schiller zwölf Mal verhaftet und musste insgesamt drei Jahre Haftstrafe verbüßen.
Beim Aufbau neuer sozialdemokratischer Zeitungen wie Der Freigeist und Die Maulschelle (später Der Spottvogel) bzw. Organisationen war er 1890 bis 1891 wieder verstärkt aktiv. Konflikte mit der Reichenberger Parteileitung führten in Folge zu seinem Ausscheiden aus der aktiven Parteitätigkeit und 1896 zu seiner Auswanderung in die USA, wo er bald darauf starb.

## Werke
- Gedichte, 1880;
- Ausgewählte Gedichte, 4 Hefte, 1885;
- Selbstbefreiung; Fest-Gedicht für vier Personen. Aufgeführt bei dem Gründungsfeste in Altharzdorf am 19. August 1883, 8 Seiten.
- Schiller Josef: Bilder aus der Gefangenschaft (1890).
- Gesammelte Werke, hrsg. von Paul Reimann, 1928 (mit Erinnerungen an Josef Schiller sowie ein biographisches Vorwort);
- Aus den Gedichten : - An mein liebes Weib. Phantasie-Gewebe. Ein Stimmungslied am Abend. (Dabei: unpubliziertes Gedicht über die Pariser Commune.) Von Schiller Seff / Josef Schiller In: Von Herder bis Kisch : Studien zur Geschichte der deutsch-österreichisch-tschechischen Literaturbeziehungen – (1961), Seite 222–233.
- Auswahl aus seinem Werk, hrsg. von Norbert Rothe (= Textausgaben zur frühen sozialistischen Literatur in Deutschland, Band 23), 1982;
- Heiner Jestrabek (Hrsg. u. Einführung): Schiller Seff. Gedichte und Texte von Josef Schiller, genannt Schiller Seff, nordböhmischer Arbeiterdichter, Freidenker und libertärer Sozialist. Mit einem Nachwort "Zum deutsch-tschechischen Verhältnis". Verlag Freiheitsbaum, Reutlingen 2018, 172 Seiten. ISBN 9783922589709